# Persone di nome Ahmed/Calciatori
| Questa pagina contiene informazioni ricavate automaticamente dalle voci biografiche con l'ausilio del template Bio e di un bot. L'aggiornamento è periodico e automatico e ricostruisce completamente la pagina. Se manca una persona in questa lista, sei pregato di non aggiungerla, ma accertati piuttosto che la sua voce biografica contenga il template Bio e che i dati anagrafici siano correttamente compilati. Se il template Bio manca, inseriscilo tu stesso o, in alternativa, metti l'avviso {{tmp\|Bio}} che ne segnala la mancanza. Se i dati riportati sono sbagliati, correggi direttamente la voce biografica; le modifiche saranno visibili in questa lista entro pochi giorni. Per chiarimenti vedi il progetto antroponimi. La lista contiene solo le 156 persone che sono citate nell'enciclopedia e per le quali è stato implementato correttamente il template Bio. Pagina aggiornata al 22 lug 2025. |

Questa è una lista di persone presenti nell'enciclopedia che hanno il nome Ahmed e sono calciatori.

## A(51)
- Ahmed Adel, calciatore egiziano (Porto Said, n. 1987)
- Ahmed El-Shenawy, calciatore egiziano (Porto Said, n. 1991)
- Ahmed Abdel-Ghani, calciatore egiziano (El Minya, n. 1981)
- Ahmed Abdel-Sattar, calciatore giordano (Amman, n. 1984)
- Ahmed Nabil Koka, calciatore egiziano (Il Cairo, n. 2001)
- Ahmed Alaaeldin, calciatore qatariota (Doha, n. 1993)
- Ahmed Sayed Abdelnaby, calciatore egiziano (n. 2002)
- Ahmed Ramadan, calciatore egiziano (n. 1997)
- Ahmed Juma, calciatore bahreinita (Manama, n. 1992)
- Ahmed Abdulla, calciatore bahreinita (Riffa, n. 1987)
- Ahmed Abdulrab, calciatore yemenita (n. 1994)
- Ahmed Abdultaofik, calciatore nigeriano (Jos, n. 1992)
- Ahmed Abed, calciatore israeliano (Nazareth, n. 1990)
- Ahmed Adel, ex calciatore emiratino (n. 1974)
- Ahmed Merza, calciatore bahreinita (Manama, n. 1991)
- Ahmed Ahmedov, calciatore bulgaro (Planinitsa, n. 1995)
- Ahmed Akaïchi, ex calciatore tunisino (Biserta, n. 1989)
- Ahmed Al Alwany, calciatore libico (n. 1981)
- Ahmed Shambih, calciatore emiratino (Dubai, n. 1993)
- Ahmed Khalil, calciatore emiratino (Sharja, n. 1991)
- Ahmed Mohammed Al Mahri, calciatore emiratino (Abu Dhabi, n. 1988)
- Ahmed Al Masli, ex calciatore libico (Benghazi, n. 1979)
- Ahmed Hasan, calciatore iracheno (Baghdad, n. 2001)
- Ahmed Ali, calciatore emiratino (Sharjah, n. 1990)
- Ahmed Soufiane, calciatore qatariota (n. 1990)
- Ahmed Al-Attas, calciatore emiratino (n. 1995)
- Ahmed Al-Bahri, ex calciatore saudita (n. 1980)
- Ahmed Al-Fraidi, calciatore saudita (Medina, n. 1988)
- Ahmed Al-Ganehi, calciatore qatariota (Doha, n. 2000)
- Ahmed Suhail, calciatore qatariota (n. 1999)
- Ahmed Al-Kassar, calciatore saudita (Qatif, n. 1991)
- Ahmed Mubarak Al-Mahaijri, calciatore omanita (Sur, n. 1985)
- Ahmed Al-Minhali, calciatore qatariota (n. 1999)
- Ahmed Al-Mousa, ex calciatore saudita (La Mecca, n. 1981)
- Ahmed Al-Mukhaini, calciatore omanita (Abu Dhabi, n. 1985)
- Ahmed Al-Rawahi, calciatore omanita (Mascate, n. 1997)
- Ahmed Al-Rawi, calciatore qatariota (Baghdad, n. 2004)
- Ahmed Al-Sarori, calciatore yemenita (n. 1998)
- Ahmed Al-Tarabilsi, ex calciatore kuwaitiano (Beirut, n. 1947)
- Ahmed Alaoui, ex calciatore marocchino (n. 1948)
- Ahmed Ibrahim Ali, ex calciatore emiratino (n. 1970)
- Ahmed Mushaima, calciatore bahreinita (n. 1982)
- Ahmed Rashed, calciatore emiratino (Fujaira, n. 1997)
- Ahmed Alos, calciatore yemenita (n. 1994)
- Ahmed Ammi, ex calciatore marocchino (Temsamani, n. 1981)
- Ahmed Yasser Rayan, calciatore egiziano (Il Cairo, n. 1998)
- Ahmed Arab, calciatore francese (Orléansville, n. 1933 - † 2023)
- Ahmed Ashkar, calciatore siriano (Aleppo, n. 1996)
- Ahmed Awad, calciatore svedese (n. 1992)
- Ahmed Hadid, ex calciatore omanita (n. 1984)
- Ahmed Shobair, ex calciatore egiziano (Tanta, n. 1960)

## B(9)
- Ahmed Bahja, ex calciatore marocchino (Marrakech, n. 1970)
- Ahmed Barman, calciatore emiratino (Dibā, n. 1994)
- Ahmed Barusso, calciatore ghanese (Accra, n. 1984)
- Ahmed Hamoudi, calciatore egiziano (Alessandria, n. 1990)
- Ahmed Khamis, calciatore emiratino (n. 1985)
- Ahmed Belal, ex calciatore egiziano (Sharqiyya, n. 1980)
- Ahmed Belhadji, calciatore marocchino (al-Hoseyma, n. 1997)
- Ahmed Nadhir Benbouali, calciatore algerino (Chlef, n. 2000)
- Ahmed Bughammar, calciatore bahreinita (Al Muharraq, n. 1997)

## D(7)
- Ahmed Dabo, ex calciatore mauritano (Zouérat, n. 1972)
- Ahmed Daher, ex calciatore gibutiano (n. 1982)
- Ahmed Darwish, calciatore saudita (Gedda, n. 1984)
- Ahmed Deen, ex calciatore sierraleonese (Freetown, n. 1985)
- Ahmed Dhabaan, calciatore yemenita (Sana'a, n. 1984)
- Ahmed Diomandé, calciatore maliano (n. 2002)
- Ahmed Duiedar, calciatore egiziano (Giza, n. 1987)

## E(11)
- Ahmed Eid Abdel Malek, ex calciatore egiziano (Il Cairo, n. 1980)
- Ahmed Eesa, ex calciatore saudita
- Ahmed El Messaoudi, calciatore belga (Bruxelles, n. 1995)
- Ahmed Mohamed El Sayed, calciatore qatariota (n. 1990)
- Ahmed El Basha, calciatore sudanese (n. 1982)
- Wagih El-Kashef, calciatore egiziano (Il Cairo, n. 1909 - † 1973)
- Ahmed El-Kass, ex calciatore egiziano (Alessandria d'Egitto, n. 1965)
- Ahmed El-Sayed, ex calciatore egiziano (Il Cairo, n. 1980)
- Ahmed Abd El-Zaher, ex calciatore egiziano (n. 1985)
- Ahmed Elias, calciatore giordano (Amman, n. 1990)
- Ahmed Elmohamady, ex calciatore egiziano (Basyoun, n. 1987)

## F(4)
- Ahmed Samir Farag, calciatore egiziano (Il Cairo, n. 1986)
- Ahmed Faras, calciatore marocchino (Mohammedia, n. 1946 - Mohammedia, † 2025)
- Ahmed Fatehi, calciatore qatariota (n. 1993)
- Ahmed Fathi, ex calciatore egiziano (Banha, n. 1984)

## G(1)
- Ahmed Eid, calciatore egiziano (al-Fayyum, n. 2001)

## H(6)
- Ahmed Hamdi, calciatore egiziano (Il Cairo, n. 1998)
- Ahmed Fadhel, calciatore qatariota (n. 1993)
- Ahmed Hassan Koka, calciatore egiziano (Cairo, n. 1993)
- Ahmed Hassan Mekky, ex calciatore egiziano (Kafr el-Dawar, n. 1987)
- Ahmed Hegazy, calciatore egiziano (Ismailia, n. 1991)
- Ahmed Abunamous, calciatore palestinese (Emirati Arabi Uniti, n. 1999)

## I(3)
- Ahmed Ildız, calciatore turco (Vienna, n. 1996)
- Ahmed Iljazovski, calciatore macedone (Hellerup, n. 1997)
- Ahmed Isaiah, calciatore nigeriano (Lagos, n. 1995)

## J(5)
- Ahmed Januzi, calciatore albanese (Vučitrn, n. 1988)
- Ahmed Jaouachi, ex calciatore tunisino (n. 1975)
- Salam Jiddou, calciatore maliano (Sanankoroba, n. 2000)
- Ahmed Jshak, calciatore comoriano (n. 1994)
- Ahmed Mahmoud, calciatore emiratino (Umm Al Quwain, n. 1989)

## K(9)
- Ahmed Ali Kamel, ex calciatore egiziano (n. 1986)
- Ahmed Daham Karim, calciatore iracheno (n. 1973 - † 2021)
- Ahmed Kashi, calciatore francese (Aubervilliers, n. 1988)
- Ahmed Kendouci, calciatore algerino (Ghriss, n. 1999)
- Ahmed Khairy, calciatore egiziano (al-Qāhira, n. 1987)
- Ahmed Al-Khamisi, calciatore omanita (Sohar, n. 1991)
- Ahmed Khalil, calciatore tunisino (Kairouan, n. 1994)
- Ahmed Mostafa, calciatore egiziano (n. 1997)
- Ahmed Kutucu, calciatore turco (Gelsenkirchen, n. 2000)

## M(16)
- Ahmed Abid Ali, calciatore iracheno (Baghdad, n. 1986)
- Ahmed Madouni, ex calciatore algerino (Casablanca, n. 1980)
- Ahmed Harbi, calciatore palestinese (Umm al-Fahm, n. 1986)
- Ahmed Ayman Mansour, calciatore egiziano (Il Cairo, n. 1994)
- Ahmed Masbahi, ex calciatore marocchino (Meknès, n. 1966)
- Ahmed Mihoubi, calciatore francese (Bordj El Kiffan, n. 1924 - Béziers, † 2004)
- Ahmed Mogni, calciatore francese (Parigi, n. 1991)
- Ahmed Abdelkader, calciatore egiziano (Il Cairo, n. 1999)
- Ahmed Magdi, calciatore egiziano (El-Mahalla El-Kubra, n. 1989)
- Ahmed Abou El Fotouh, calciatore egiziano (n. 1998)
- Ahmed Abou Moslem, calciatore egiziano (Il Cairo, n. 1981)
- Ahmed Atef, calciatore egiziano (n. 1998)
- Ahmed Mousa, ex calciatore kuwaitiano (n. 1976)
- Ahmed Hassan Moussa, calciatore gibutiano (Gibuti, n. 1998)
- Ahmed Mujdragić, ex calciatore serbo (Novi Pazar, n. 1986)
- Ahmed Musa, calciatore nigeriano (Jos, n. 1992)

## N(3)
- Ahmed Nabil, calciatore egiziano (Il Cairo, n. 1991)
- Ahmed Sariweh, calciatore giordano (Amman, n. 1994)
- Ahmad Nourollahi, calciatore iraniano (Azadshahr, n. 1993)

## O(3)
- Ahmed Otaif, ex calciatore saudita (Riyad, n. 1983)
- Ahmed Ouattara, ex calciatore ivoriano (Abidjan, n. 1969)
- Ahmed Oudjani, calciatore algerino (Skikda, n. 1937 - † 1998)

## Q(1)
- Ahmed Qasem, calciatore svedese (n. 2003)

## R(6)
- Ahmed Radhi, calciatore e allenatore di calcio iracheno (Samarra, n. 1964 - Baghdad, † 2020)
- Ahmed Ramzy, ex calciatore egiziano (n. 1965)
- Ahmed Raouf, ex calciatore egiziano (Minya, n. 1982)
- Ahmed Waseem Razeek, calciatore tedesco (Berlino, n. 1994)
- Ahmed Refaat, calciatore egiziano (Kafr el-Sheikh, n. 1993 - Il Cairo, † 2024)
- Ahmed Reshid, calciatore etiope (Addis Abeba, n. 1998)

## S(12)
- Ahmed Saad Osman, calciatore libico (Bengasi, n. 1985)
- Ahmed Samy, calciatore egiziano (n. 1992)
- Ahmed Saber, ex calciatore egiziano (n. 1968)
- Ahmed Said Ahmed, calciatore somalo (n. 1998)
- Ahmed Salah Hosny, ex calciatore egiziano (n. 1979)
- Ahmed Samir, calciatore giordano (Amman, n. 1991)
- Ahmed El Sheikh, calciatore egiziano (Beni Suef, n. 1992)
- Ahmed Sayed, calciatore egiziano (Il Cairo, n. 1996)
- Ahmed Shaaban, ex calciatore egiziano (Mansura, n. 1978)
- Ahmed Shedid, calciatore egiziano (Al-Minya, n. 1986)
- Ahmed Sidibé, ex calciatore mauritano (Nouakchott, n. 1974)
- Ahmed Sobhi, calciatore egiziano (Giza, n. 1991)

## T(4)
- Ahmed Reda Tagnaouti, calciatore marocchino (Fès, n. 1996)
- Ahmed Tawfik, calciatore egiziano (Kafr Saqr, n. 1991)
- Ahmed Touba, calciatore belga (Roubaix, n. 1998)
- Ahmed Trabelsi, ex calciatore tunisino (n. 1973)

## U(1)
- Ahmed Usman, ex calciatore e ex giocatore di calcio a 5 nigeriano (n. 1962)

## Y(3)
- Ahmed Yasin, calciatore iracheno (Baghdad, n. 1991)
- Ahmed Yasser, calciatore qatariota (Doha, n. 1994)
- Ahmed Yassin, calciatore egiziano (n. 1997)

## Z(1)
- Ahmed Zuway, calciatore libico (Bengasi, n. 1982)